# Diphyus restitutor
Diphyus restitutor är en stekelart som först beskrevs av Wesmael 1859.  Diphyus restitutor ingår i släktet Diphyus och familjen brokparasitsteklar. Inga underarter finns listade i Catalogue of Life.